# ファウスト・ベルティノッティ
ファウスト・ベルティノッティ（Fausto Bertinotti、1940年3月22日 - ）は、イタリアの政治家。
代議院議員、代議院議長、共産主義再建党書記長を歴任。